# Holger Willmer
Holger Willmer (Lubecca, 25 settembre 1958) è un ex calciatore tedesco, di ruolo difensore.

## Palmarès

### Club
- Campionato tedesco: 4

Colonia: 1977-1978
Bayern Monaco: 1984-1985, 1985-1986, 1986-1987
- Coppa di Germania: 3

Colonia: 1977-1978, 1982-1983
Bayern Monaco: 1985-1986